# Katastrofy a neštěstí 2007
Tento článek obsahuje seznam katastrof a neštěstí, které proběhly roku 2007.

## Leden
- 1. ledna se Let Adam Air 574 zřítil do moře.
- 18.–19. ledna – bouře Kyrill zasáhla Evropu, o život přišlo 45 lidí.

## Červen
- 1.–2. června Tropická bouře Barry
- 30. června Teroristický útok na letiště Glasgow 2007

## Červenec
- 14. července Železniční nehoda v Čerčanech
- 18. července v Sao Paulu zemřelo při nehodě letadla Airbus A320 přes 200 lidí.

## Srpen
- 1. srpna se zřítil dálniční most I-35W Mississippi River bridge v Minneapolis do řeky Mississippi.
- 13.–23. srpna Hurikán Dean
- 15. srpna – otřesy v Peru si vyžádaly na 510 mrtvých.

## Září
- 8.–11. září Tropická bouře Gabrielle